# Aldo Bettini
Aldo Bettini (Bolonha, 21 de junho de 1886 - 16 de janeiro de 1929) foi um ciclista profissional da Itália.

## Participações no Tour de France
- Tour de France 1909 : 10º colocado na classificação geral